# Jairo Carneiro
Jairo Alfredo Oliveira Carneiro (Feira de Santana, 28 de março de 1944) é um político e advogado brasileiro. Foi deputado federal por seis mandatos (1987-1991, 1991-1995, 1995-1999, 1999-2003, 2003-2007 e 2007-2011) e participou da Assembléia Nacional Constituinte em 1988, onde atuou como Suplente da Comissão da Soberania e dos Direitos e Garantias do Homem e da Mulher e como Vice-Presidente da Subcomissão do Poder Judiciário e do Ministério Público na Comissão da Organização dos Poderes e Sistema de Governo.

## Vida Pessoal
Filho de Hesíquio Dantas Carneiro e Ângela Batista Oliveira, cursou direito pela Universidade Federal da Bahia entre 1963 e 1967. Foi diretor administrativo da Empresa Baiana de Águas e Saneamento (1979-1983), presidente do Conselho de Administração da Empresa Gráfica da Bahia e chefe da Casa Civil do governo João Durval Carneiro (1983-1987). Fez parte do Conselho Fiscal do Complexo Petroquímica de Camaçari e da Promoções e Participações da Bahia S.A., além do Conselho Assistencial e Previdenciário do Instituto de Assistência e Previdência do Servidor do Estado da Bahia. Foi ainda vice-diretor e diretor-geral do Centro de Desenvolvimento Industrial. É casado com Marama dos Santos Carneiro, com quem teve três filhos.

## Carreira política
Jairo Carneiro é Bacharel em Direito pela Universidade Federal da Bahia em 1967, diretor administrativo da Empresa Baiana de Águas e Saneamento de 1979 a 1983, presidente do conselho de administração da Empresa Gráfica da Bahia e chefe da Casa Civil do governo João Durval Carneiro, entre 1983 e 1987. Integrou o conselho fiscal do Complexo Petroquímico de Camaçari e da Promoções e Participações da Bahia S.A, e do conselho assistencial e previdenciário do Instituto de Assistência e Previdência do Servidor do Estado da Bahia, em 1984.
Em novembro de 1986, foi eleito deputado federal constituinte pelo Partido da Frente Liberal (PFL). Em fevereiro do ano seguinte, teve início a Assembleia Nacional Constituinte, em que ele atuou como primeiro vice-presidente da Subcomissão do Poder Judiciário e do Ministério público na Comissão da Organização dos Poderes e Sistema de Governo, além de suplente na Subcomissão da Nacionalidade, da Soberania e das Relações Internacionais na Comissão da Soberania e dos Direitos e Garantias do Homem e da Mulher. Nelas, votou a favor do mandado de segurança coletivo, do mandato de cinco anos para o então presidente José Sarney, do voto facultativo aos 16 anos, do presidencialismo, da nacionalização do subsolo, da limitação dos juros reais em 12% ao ano e da legalização do aborto. Por outro lado, foi contra o turno ininterrupto de seis horas e a jornada semanal de 40 horas para os trabalhadores, a limitação do direito de propriedade, a limitação dos encargos da dívida externa, a estatização do sistema financeiro, a anistia aos micro e pequenos empresários e a desapropriação da propriedade produtiva. Com a instauração da nova Constituição, em outubro de 1988, iniciou seu mandato como deputado federal, no qual permaneceu até janeiro de 1991. Ainda conseguiu se reeleger nas eleições de 1994, 1998 e 2002 pela legenda do Partido da Frente Liberal (PFL) da Bahia.
Durante o governo de Luiz Inácio Lula da Silva, do Partido dos Trabalhadores (PT), foi relator do Conselho de Ética e Decoro parlamentar da Câmara dos Deputados que tomava conta do "mensalão", esquema de compra de votos dos parlamentares da base aliada do Governo Federal.

Em 2006, conquistou uma suplência para mais um mandato como deputado federal pela Bahia, cargo no qual permaneceu até janeiro de 2007. Teve de substituir a deputada Angela Guadagnin, do Partido dos Trabalhadores (PT) de São Paulo. Ele foi o escolhido para ser o relator do processo de cassação do deputado federal José Jatene, do Partido Progressista (PP) de Roraima, que acabaria por ser absolvido de todas as acusações na Câmara dos Deputados.  No ano seguinte, deixou o Democratas (DEM), sigla que substituiu o PFL, e se filiou ao Partido Progressista (PP). Em 2009, conquistou outra suplência como deputado federal, dessa vez pelo PP, o que levou seu antigo partido a abrir um processo contra ele por “infidelidade partidária”, alegando que ele trocou de legenda sem apresentar justificativa, o que vai contra uma resolução de 2007 do Tribunal Superior Eleitoral (TSE).